# 후거베르프쥐
후거베르프쥐(Rattus hoogerwerfi)는 시궁쥐속에 속하는 설치류의 일종이다. 학명과 일반명은 동물학자 후거베르프(Andries Hoogerwerf)의 이름을 따서 명명했고, 르우제르섬을 포함한 인도네시아 수마트라섬 서부 지역에서만 발견된다.